# Systoechus claripennis
Systoechus claripennis är en tvåvingeart som först beskrevs av Macquart 1840.  Systoechus claripennis ingår i släktet Systoechus och familjen svävflugor.
Artens utbredningsområde är Madagaskar. Inga underarter finns listade i Catalogue of Life.